# Mikrogeophagus altispinosus
Espèce
Mikrogeophagus altispinosus est une espèce sud-américaine de poissons poissons d'eau douce de la famille des Cichlidae.

## Répartition
Mikrogeophagus altispinosus se rencontre dans le bassin de l'Amazone, et plus précisément dans les bassins des ríos Guaporé, Mamoré et Madeira, en Bolivie et au Brésil.

## Description
Mikrogeophagus altispinosus peut mesurer jusqu'à 56 mm, queue non comprise. Ses nageoires présentent un liseré rose à rouge vif et une bande noire traverse l’œil. Ses nageoires anale et pelviennes sont tachetées de bleu irisé.
Les mâles sont légèrement plus grands que les femelles et leur nageoire dorsale présente un deuxième rayon plus long que chez celles-ci. En période de reproduction les femelles arborent une tache rouge ventrale.
Cette espèce est ovipare et les œufs, entre 120 et 300, sont déposés sur des pierres recouvertes de sable, et la femelle s'en occupe. Les larves sont transportées dans des dépressions et défendues par les deux parents.

## Aquariophilie

### Dénominations
Ce poisson porte les noms commerciaux en aquariophilie de : Ramirezi bolivien, Cichlidé de Bolivie. Il est également commercialisé sous le nom de Papiliochromis altispinosa.

### Comportement
| Origine         | Bolivie et Brésil                               | Eau           | Eau douce                                                 |
| Dureté de l'eau | 3 à 10 °GH                                      | pH            | 6 à 7,5                                                   |
| Température     | 22 à 27 ; optimale : 25 °C                      | Volume mini.  | 120 litres Longueur de 100 cm minimum (idéalement 120 cm) |
| Alimentation    | Flocons - granulés, artémia, nourriture vivante | Taille adulte | Environ 6 cm                                              |
| Reproduction    | Ovipare                                         | Zone occupée  | Milieu & fond                                             |
| Sociabilité     | Espèce calme                                    | Difficulté    | Variable (moyen)                                          |

Espèce paisible, mais devient territoriale en période de frai. Les risques de combats apparaissent lorsqu'il y a plus d'un couple.
Il évolue généralement dans le fond de l'aquarium. Omnivore, il passe au crible le substrat à la recherche de micro-organismes et de matières végétales.

## Systématique
Le nom valide complet (avec auteur) de ce taxon est Mikrogeophagus altispinosus (Haseman (d), 1911).
L'espèce a été initialement classée dans le genre Crenicara sous le protonyme Crenicara altispinosa Haseman, 1911,.
Mikrogeophagus altispinosus a pour synonymes :
- Crenicara altispinosa Haseman, 1911
- Microgeophagus altispinosus (Haseman, 1911)
- Papiliochromis altispinosus (Haseman, 1911)

### Étymologie
Son épithète spécifique, altispinosus, est la combinaison en latin de altus, « haut », et spinosus, « épineux », et fait référence à la longue quatrième épine de la nageoire dorsale.

### Publication originale
- (en) John D. Haseman, « An annotated catalog of the cichlid fishes collected by the expedition of the Carnegie Museum to central South America, 1907-10 », Annals of the Carnegie Museum of Natural History, Pittsburgh, Inconnu, vol. 7, nos 3-4,‎ octobre 1911, p. 329-373 (ISSN 0097-4463 et 1943-6300, OCLC 1261514, DOI 10.5962/p.242803, lire en ligne).